# Sulki
Sulki oder Sulcis ist der Name einer Insellandschaft im südwestlichen Sardinien in der Provinz Sulcis Iglesiente.

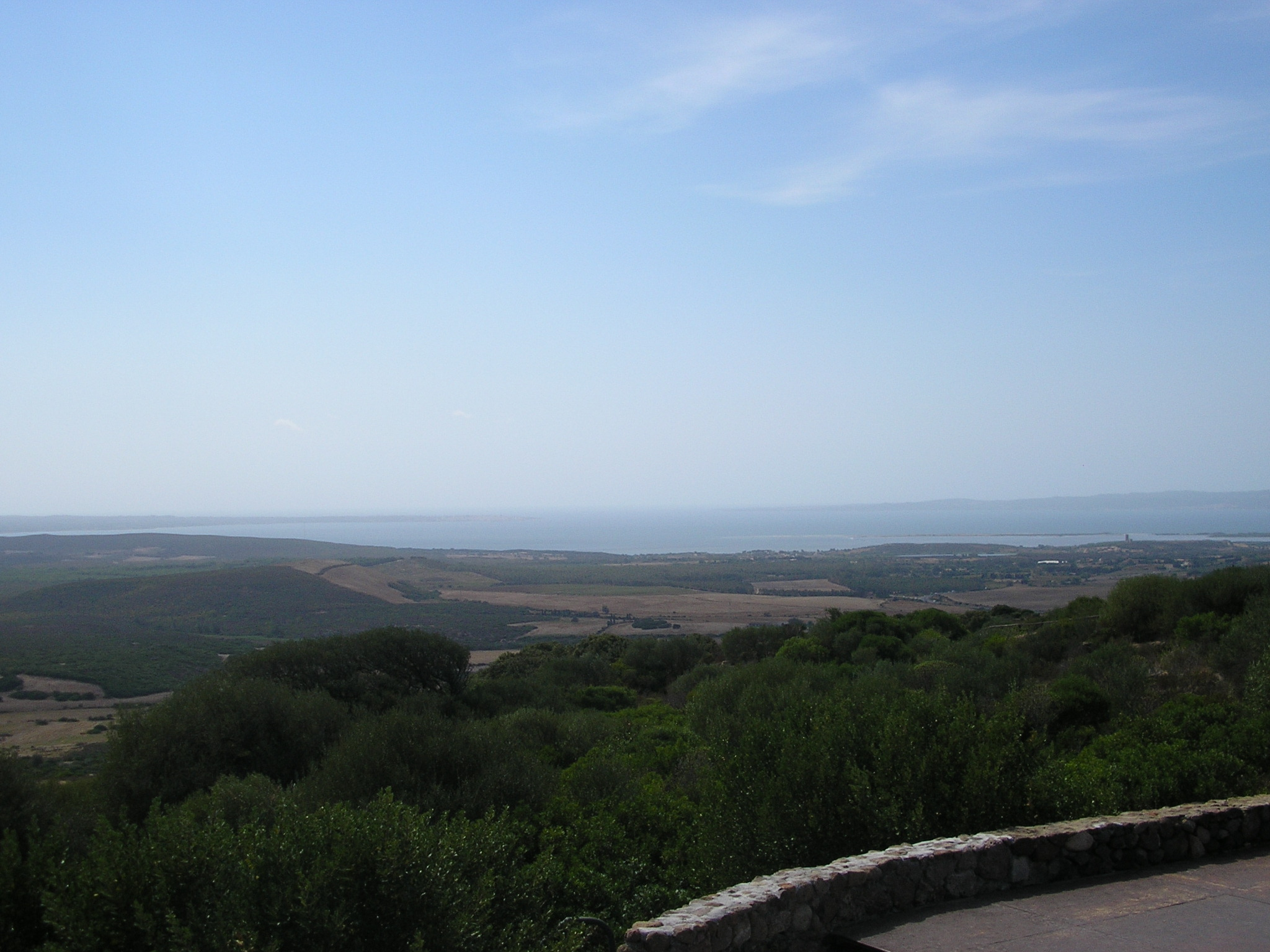
Blick auf Sulcis vom Monte Sirai

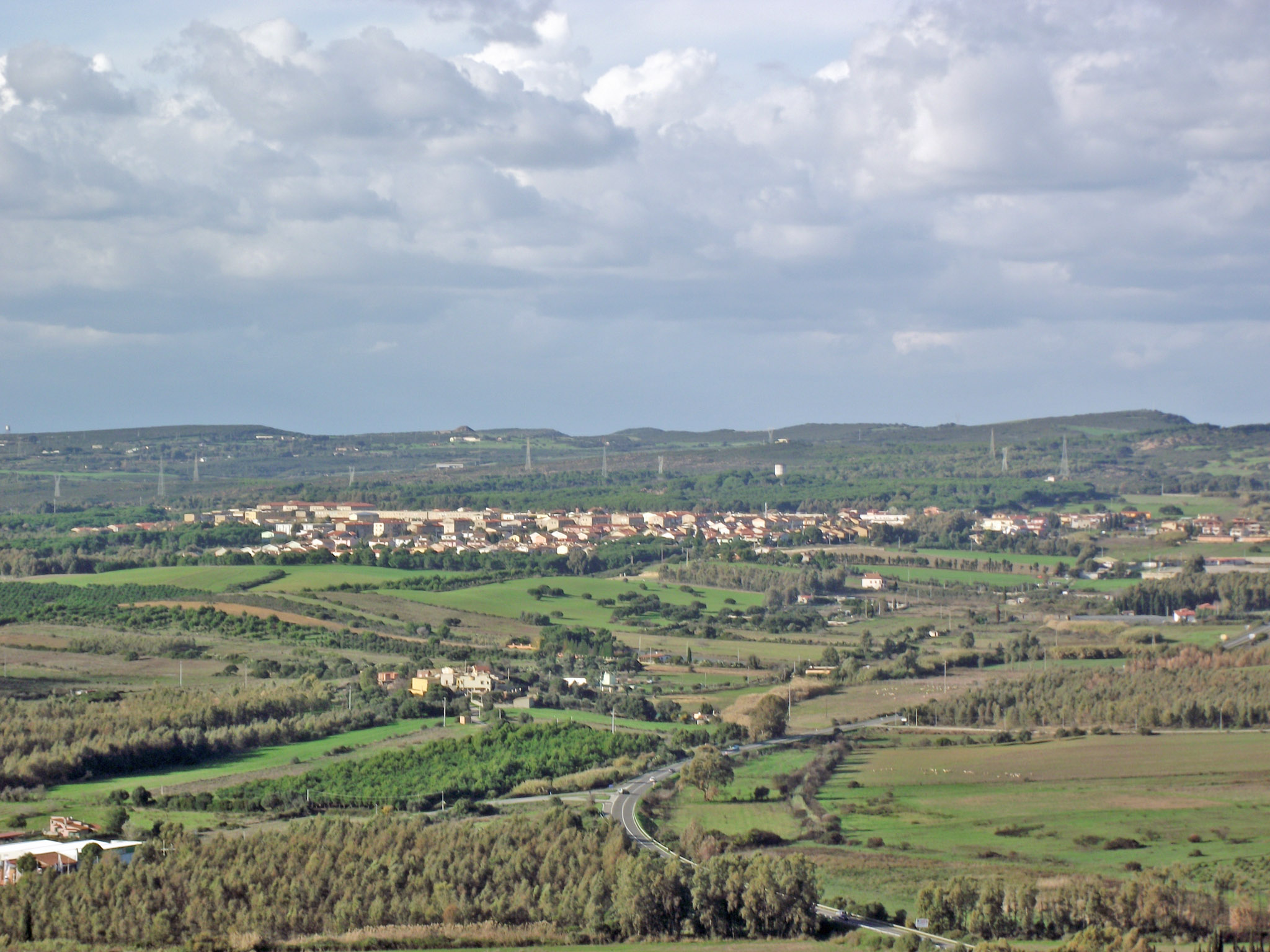
Blick vom Monte Sirai

## Etymologie
Der Name ist zurückzuführen auf die phönizische bzw. punische Siedlung Sulki auf der 108 km² großen Insel Sant’Antioco im Sulcis-Archipel, die heute wie ihr 12.000 Einwohner zählender Hauptort Sant’Antioco heißt. Sie war wie andere Gründungen (Monte Sirai) von einer starken Mauer umgeben, deren Reste noch zu besichtigen sind.

## Vorgeschichte

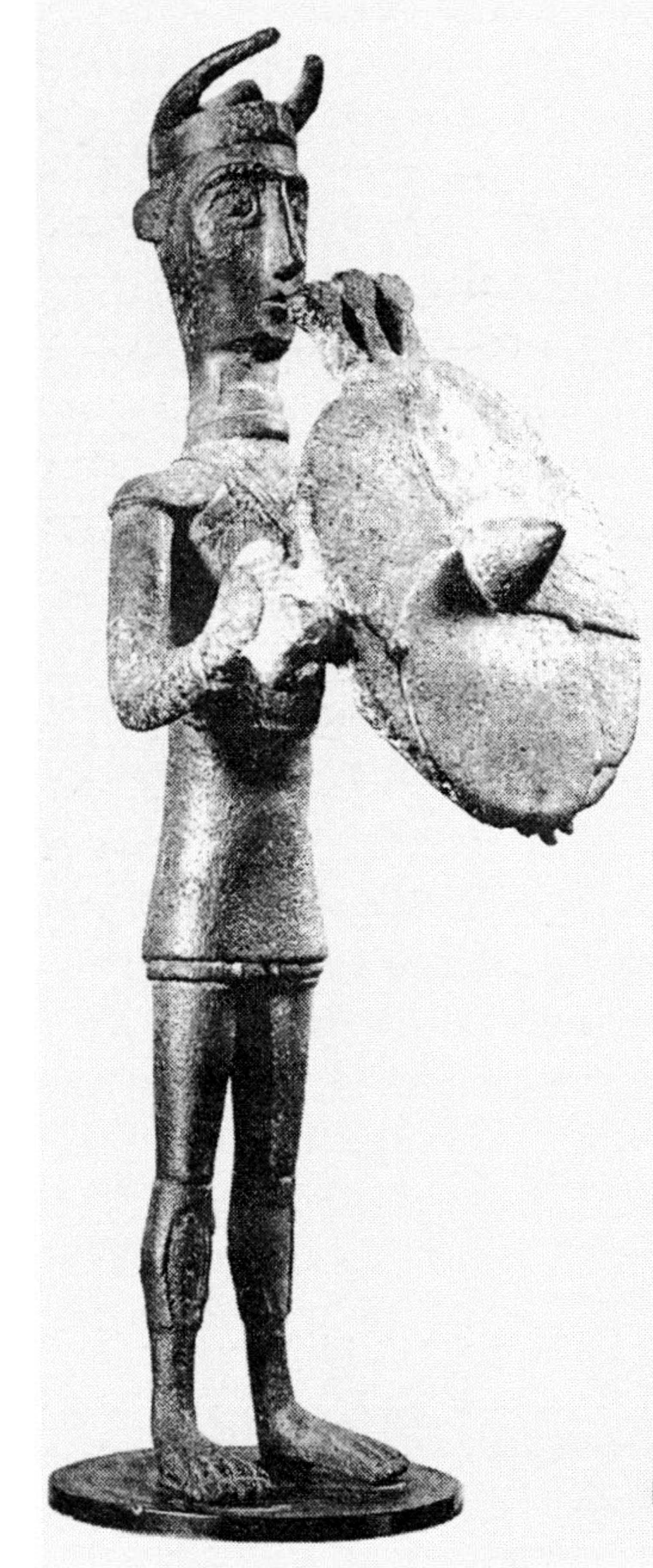
Bronzefigur der Nuraghenkultur aus Sulcis

Unweit von Sulki wurden Menhire (Menhir von Terrazzu) gefunden, die gemeinsam mit Funden wie dem Obsidian vom Monte Arci darauf verweisen, dass auch dieser Teil Sardiniens (seit dem 6. Jahrtausend v. Chr.) von Ackerbauern bewohnt war. Unter dem Abri von Tatinu-Santadi fanden sich die Spuren der Bono-Ighinu-Kultur.

## Gründung
Die Phönizier gründen zwischen 900 und 700 v. Chr. mit Tharros, Sulki (auch Sulky, römisch Sulcis), Nora und Karales (römisch Caralis, heute Cagliari) auf Sardinien die ersten eigenständigen Stadtstaaten und Handelsniederlassungen. Ein Beleg dafür ist die Stele von Nora, eines der ältesten Schriftzeugnisse des westlichen Mittelmeeres. Die bereits in der Vorzeit durch einen drei Kilometer langen Damm mit dem Festland verbundene Insel wurde vor allem wegen ihrer Blei-, aber auch Eisenerz-, Kupfer-, Silber- und Zinkvorkommen aufgesucht. Sulki, das unter der heutigen Stadt Sant’Antioco liegt, war ab 550 v. Chr. eine Kolonie Karthagos, die 238 v. Chr. in römische Herrschaft überging.

## Die Baulichkeiten

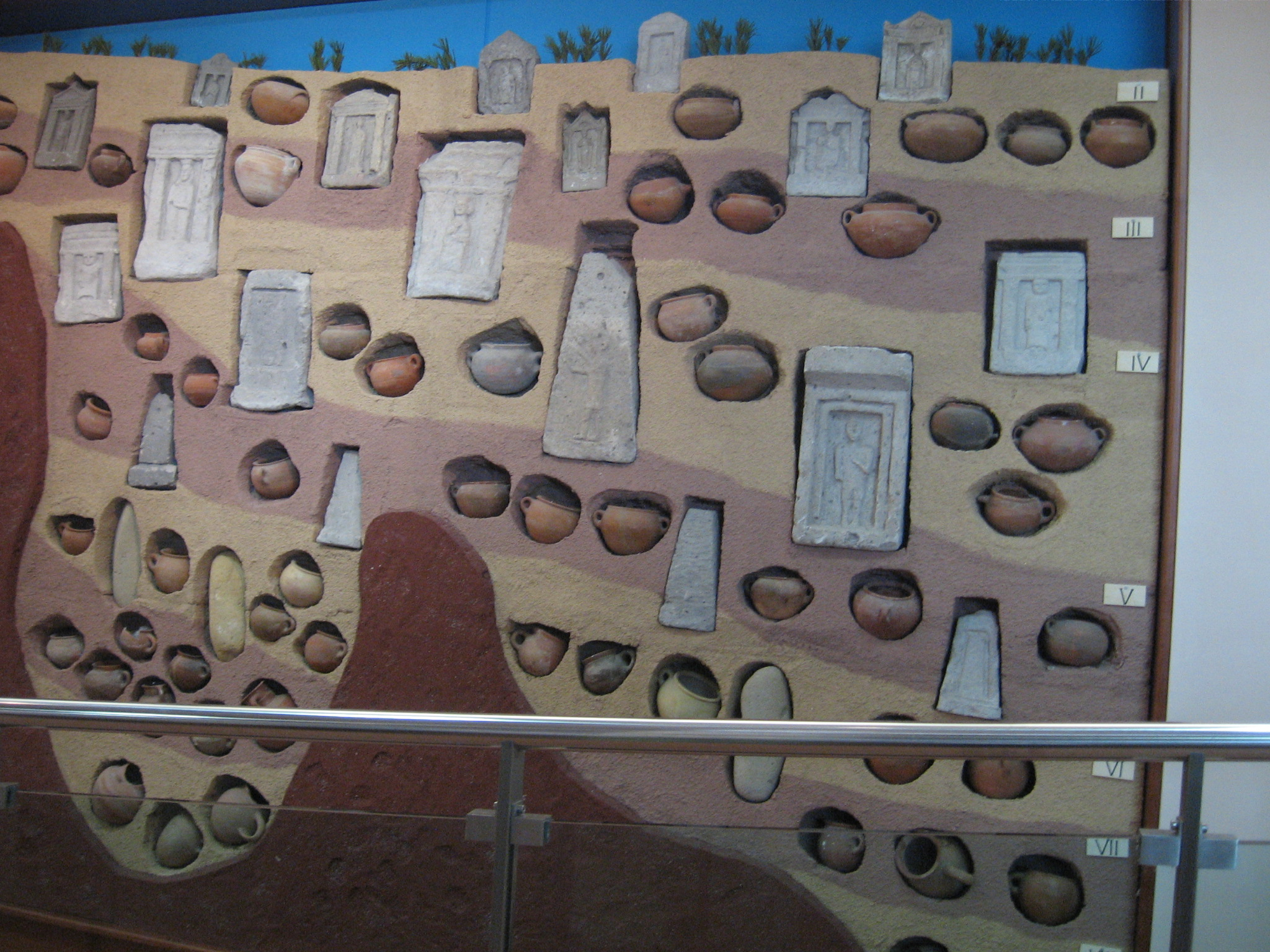
Rekonstruktion des Tofet im Museum von Sant’Antioco

Punische Nekropolen des 5. bis 3. Jahrhunderts sind auch von Ibiza, Puig des Molins (Mallorca) und Tuvixeddu in Cagliari bekannt, wo sie besser erhalten blieben, weil keine Nachnutzungen als christliche Katakomben erfolgt sind.
Der Tophet auf dem Trachythügel von Sulcis wurde nur deshalb als Brandopferplatz der Baal-Kulte erkannt, weil es biblische Texte über Brandopfer von Kindern im palästinensischen Raum gab, die dort aber noch nicht entdeckt wurden. Erst die Grabung an der Lagune von Salambǒ, in der Ruinenstadt von Karthago zeigte, dass Tephatim auch außerhalb der Levante bestanden. Auf Sardinien sind Bithia, Nora, Monte Sirai und Tharros sicher als solche Orte erkannt. Einige andere Orte sind in Diskussion. Die auf den Tephatim gefundenen Urnen und Votivstelen sind zumeist im Museum von Cagliari in Falle Sulki aber auch vor Ort im „Antiquarium“ zu sehen.
Aus etwa 750 Jahren römischer Zeit (238 v. Chr. bis 534 n. Chr.) stammen die Reste des antiken Hafens und einer Brücke.
Aus dem 4. und 5. Jahrhundert finden sich christliche Katakomben und ein noch weitgehend intaktes labyrinthartiges Tunnelsystem unter der Altstadt. Einige Häuser bedienen sich sogar noch heute der antiken Grabkammern mit Reihen von Nischen als Keller. Öffentlich zugänglich sind die Katakomben der „Basilica di Sant’Antioco“ und die Grotten neben dem ethnografischen Museum. In Sant’Antioco, das nach dem Schutzpatron der Insel benannt ist, wird 15 Tage nach Ostern das vermutlich älteste Fest der Insel, die „Sagra“, gefeiert. Über der Höhle, in der Sant’Antioco Martire starb, wurde im 5. Jahrhundert die Basilica errichtet. Zu Ehren des Schutzpatrons wurde wahrscheinlich schon im 12. Jahrhundert das große Fest begangen. 1124 überließ ein Richter aus Cagliari dem Heiligen sogar die Insel, die deshalb seinen Namen trägt.

## Die Nachzeit
Die Stadt wurde öfter von sarazenischen Piraten geplündert und war im 16. Jahrhundert aufgegeben. Das 1812 errichtete Fortino Sabaudo (auch Su Pisu genannt) wurde wenig später von korsischen Seeräubern zerstört. In der Nähe befinden sich teils noch heute genutzte Wohnhöhlen.